# Jan Krenz-Mikołajczak
Janusz "Jan" Stanisław Krenz-Mikołajczak (født 30. marts 1907 i Poznań, død 15. december 2002 i Poznań) var en polsk roer, som der vandt flere internationale medaljer i mellemkrigstiden.

## Rokarriere
Sammen med Henryk Budziński var Mikołajczak blandt Europas bedste i toer uden styrmand i slutningen af 1920'erne og begyndelsen af 1930'erne. Således fik duoen EM-sølv i 1929 og EM-guld i 1930, inden de i 1931 begge kom med i en polsk firer uden styrmand og det år vandt EM-sølv.
Budziński og Mikołajczak var tilbage i toeren ved OL 1932 i Los Angeles. Blot seks nationer var repræsenteret i denne disciplin ved legene, og polakkerne vandt deres indledende heat, hvilket var tilstrækkeligt til at sikre dem finaleplads. I finalen var briterne Hugh Edwards og Lewis Clive stærkest og vandt foran newzealænderne Fred Thompson og Bob Stiles, mens Budziński og Mikołajczak sikrede sig bronzemedaljerne et stykke bag de to forreste.

## Civil karriere
Mikołajczak studerede til civilingeniør og blev deporteret til af den tyske besættelsesmagt under                       anden verdenskrig, hvorpå han blev sat til at medvirke til at befæste Smolensk. Da den røde hær vandt frem mod slutningen af krigen, blev han sendt i arbejdslejr nær Leningrad. Efter at være blev løsladt i 1946 arbejdede han med at genopbygge en række polske byer, men derudover dyrkede han flere sportsgrene, lige som han virkede som rotræner og -dommer.